# Усть-Чукурья
Усть-Чукурья — деревня в Гайнском районе Пермского края. Входит в состав Гайнского сельского поселения. Располагается западнее районного центра, посёлка Гайны, на левом берегу Камы. Расстояние до районного центра составляет 28 км. По данным Всероссийской переписи населения 2010 года, в деревне проживало 4 человека (3 мужчины и 1 женщина).

## История
До Октябрьской революции населённый пункт Усть-Чукурья входил в состав Аннинской волости, а в 1927 году — в состав Аннинского сельсовета. По данным переписи населения 1926 года, в деревне насчитывалось 38 хозяйств, проживало 206 человек (99 мужчин и 107 женщин). Преобладающая национальность — русские.
По данным на 1 июля 1963 года, в деревне проживало 90 человек. Населённый пункт входил в состав Аннинского сельсовета.